# Elektrolitom aktivirana baterija
Elektrolitom aktivirane baterije vrsta su pričuvnih baterija. Kod njih je elektrolit sadržan u članku. Postoje baterije s čvrstim elektrolitom. Elektrolit je ionski vodljiva čvrsta kristalna sol ili membrana selektivno permeabilna za ione.